# Pentosen
Pentosen (von griech. pente fünf) sind Monosaccharide, deren Kohlenstoffgrundgerüst fünf Kohlenstoffatome enthält. In nicht reduzierter Form haben sie die Summenformel C5H10O5 und unterscheiden sich durch die Art der Carbonylfunktion. Handelt es sich um eine Ketogruppe, so spricht man von Ketopentosen, bei einer Aldehyd-Gruppe nennt man sie Aldopentosen.

## Die Aldopentosen
Die Aldopentosen besitzen drei chirale Zentren, es gibt daher acht Stereoisomere. Von diesen kommen in der Natur nur D-Ribose, D-Xylose, D-Arabinose und L-Arabinose vor. D- und L-Lyxose kommt in der Natur nicht in freier Form vor. Die D/L-Konfiguration bezieht sich bei den Aldopentosen stets auf die Position der OH-Gruppe am 4. C-Atom und hat keinen Bezug zur Drehrichtung der optischen Aktivität.
Aldopentosen in Fischer-Projektion

Ribose
Arabinose
Xylose
Lyxose

Durch eine intramolekulare Halbacetal-Bildung stehen diese offenkettigen Moleküle im Gleichgewicht mit ihren Pyranose- bzw. Furanose-Formen. Dabei kommt es zur Sauerstoffbrücke zwischen dem 1. und dem 5. C-Atom (Pyranose) bzw. dem 1. und 4. C-Atom (Furanose), und das Sauerstoffatom der Aldehydgruppe wird zur Hydroxygruppe.

## Die Ketopentosen
Die Ketopentosen (synonym Pentulosen) besitzen zwei chirale Zentren, es gibt daher vier Stereoisomere. Die D/L-Konfiguration bezieht sich – wie oben – auf die Position der OH-Gruppe im vierten C-Atom, und hat keinen Bezug auf das Vorzeichen [(+) oder (−)] des Drehwertes α. In der Natur kommen nur die zwei D-Isomere vor.
Ketopentosen in Fischer-Projektion

Ribulose
Xylulose

## Pentosen und ihre biologische Bedeutung
Die D-Ribose und ihre reduzierte Form die D-Desoxyribose sind wesentliche Bestandteile der RNA bzw. der DNA.
Die D-Ribulose dient als CO2-Akzeptor bei der Photosynthese.
Der Stoffwechsel von Pentosen und ihre Bildung durch Decarboxylierung von Hexosen ist im Pentosephosphat-Zyklus zusammengefasst. Schlüsselreaktion ist die direkte Oxidation des Glucose-6-phosphats durch das Enzym Glucose-6-phosphat-Dehydrogenase, dessen Gen beim Menschen auf dem X-Chromosom liegt. Defekte können eine Reihe von Krankheitsbildern (z. B. in der Blutbildung) und Überreaktionen auf bestimmte Medikamente hervorrufen.